# لو سامين 2023
لو سامين 2023 (بالفرنسية: Le Samyn 2023)‏ هو سباق دراجات هوائية من فئة  1.1، وهو الموسم الخامس والخمسين من لو سامين، وأقيم في 28 فبراير 2023 ضمن سباقات طواف أوروبا للدراجات 2023.
فاز بالمركز الأول Milan Menten ‏، وفاز بالمركز الثاني هوغو هوفستيتر، وفاز بالمركز الثالث إدوارد ثيونس.

## الفرق
| فرق عالمية (7)- Soudal Quick-Step - Alpecin-Deceuninck - Intermarché-Circus-Wanty - AG2R Citroën Team - Arkéa-Samsic - Team DSM - Trek-Segafredo فرق برو (7)- بنجوال باوليز ساوكس دبليو بي ‏ - سبورت فلاندرين بالويس ‏ - Lotto Dstny - Human Powered Health - Israel-Premier Tech - Q36.5 Pro Cycling Team ‏ - أونو اكس برو سايكلنج تيم 2023 ‏ فرق قارية (6)- Philippe Wagner–Bazin ‏ - سوبرانو هام ايزوريكس 2023 ‏ - Van Rysel–Roubaix ‏ - Leopard TOGT Pro Cycling ‏ - كانيون ايسبرج ‏ - إكس-سبيد يونايتد 2023 ‏ |  |
| |  |

## التصنيف العام النهائي
| التصنيف العام         | التصنيف العام     | التصنيف العام             | التصنيف العام | التصنيف العام |
| العداء                | العداء            | الفريق                    | الوقت         |               |
| --------------------- | ----------------- | ------------------------- | ------------- | ------------- |
| 1                     | Milan Menten ‏     | Lotto Dstny               | 4 س 49 د 28 ث |               |
| 2                     | هوغو هوفستيتر     | اركيا سامسيك              | + 0 ث         |               |
| 3                     | إدوارد ثيونس      | تريك سيغافريدو            | + 0 ث         |               |
| 4                     | Alberto Dainese ‏  | Team DSM                  | + 0 ث         |               |
| 5                     | Luca Mozzato ‏     | اركيا سامسيك              | + 0 ث         |               |
| 6                     | سورين كراغ أندرسن | Alpecin-Deceuninck        | + 0 ث         |               |
| 7                     | Pierre Gautherat ‏ | AG2R Citroën Team         | + 0 ث         |               |
| 8                     | مايك تيونسين      | Intermarché-Circus-Wanty  | + 0 ث         |               |
| 9                     | Vito Braet ‏       | سبورت فلاندرين بالويس ‏    | + 0 ث         |               |
| 10                    | أندرياس ستوكبرو   | Leopard TOGT Pro Cycling ‏ | + 0 ث         |               |
|                       |                   |                           |               |               |
| مصدر: ProCyclingStats |                   |                           |               |               |

## وصلات خارجية
- الموقع الرسمي
- لمحة عن سباق لو سامين 2023 على موقع  ProCyclingStats   (برو  سايكلنج  ستاتس) - إحصاءات  محترفي  الدراجات.
- لو سامين 2023 على موقع إحصائيات الدراجات الإحترافية (الإنجليزية)